# Mohamed Bayo
Mohamed Bayo (Clermont-Ferrand, 4 juni 1998) is een Guinees voetballer die bij voorkeur als aanvaller speelt. Hij wordt door Lille OSC verhuurd aan Royal Antwerp FC.

## Clubcarrière
Bayo werd geboren in Clermont en maakte 36 doelpunten in 75 competitieduels voor Clermont Foot. Op 13 juli 2022 tekende hij een vijfjarig contract bij Lille OSC, dat veertien miljoen euro betaalde. Tijdens het seizoen 2023/23 werd hij uitgeleend aan Le Havre. In januari 2025 wordt hij verhuurd aan Royal Antwerp FC.